# Vislava
Vislava est un village de Slovaquie situé dans la région de Prešov.

## Histoire
Première mention écrite du village en 1353.

## Démographie

### Évolution de la population
| Année:               | 1994. | 2004.   | 2014.    | 2024.   |
| -------------------- | ----- | ------- | -------- | ------- |
| Nombre de personnes: | 242   | 234     | 205      | 187     |
| Différence:          |       | -3,30 % | -12,39 % | -8,78 % |

| Année:               | 2023. | 2024.   |
| -------------------- | ----- | ------- |
| Nombre de personnes: | 191   | 187     |
| Différence:          |       | -2,09 % |